# Paratanytarsus bausellus
Paratanytarsus bausellus är en tvåvingeart som beskrevs av Jean-Jacques Kieffer 1922. Paratanytarsus bausellus ingår i släktet Paratanytarsus och familjen fjädermyggor. Inga underarter finns listade i Catalogue of Life.